# الجيل زد

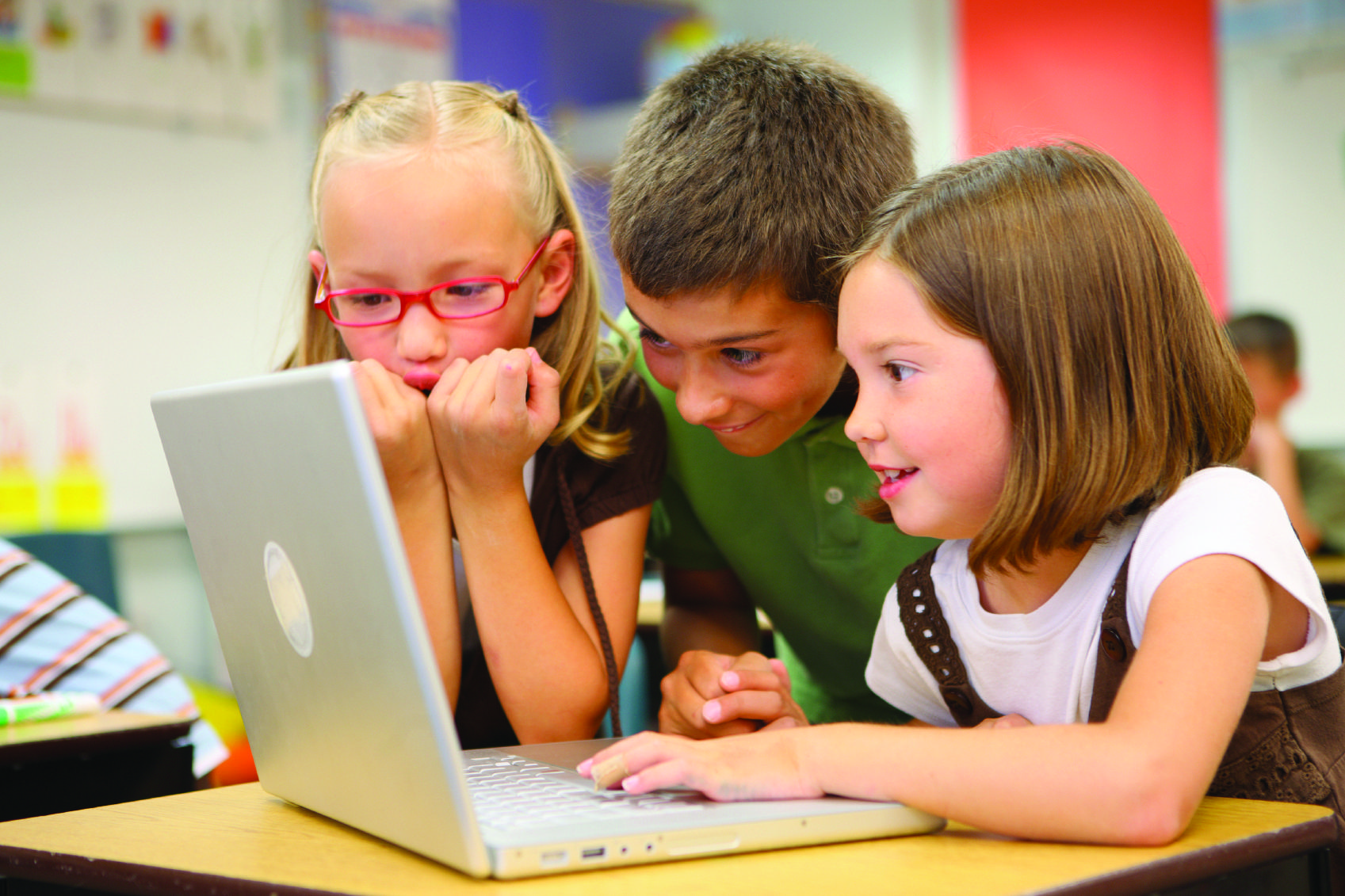
الجيل زد كان أول جيل لديه وصول واسع للإنترنت من سن مبكرة.

الجيل زد (بالإنجليزية: Generation Z) هي المجموعة الديموغرافية التي تلي جيل الألفية وتسبق جيل ألفا. يستخدم الباحثون ووسائل الإعلام منتصف التسعينيات إلى أواخرها كبداية سنوات ميلاد لهذا الجيل وأوائل عام 2010 كسنوات ميلاد نهائية. غالبية أفراد الجيل Z هم أبناء الجيل إكس.
أبرز ما يميز هذا الجيل هو استخدامه الواسع للإنترنت من سن مبكرة. أبناء الجيل زد عادة ما يكونون متكيفين مع التكنولوجيا، والتفاعل على مواقع التواصل الاجتماعي يشكل جزء كبير من حياتهم الاجتماعية. بعض المعلقين اقترحوا أن الترعرع خلال فترة الركود الاقتصادي أعطى هذا الجيل شعور بانعدام الأمن والاستقرار.
كأول جيل اجتماعي نشأ مع إمكانية الوصول إلى الإنترنت والتكنولوجيا الرقمية المحمولة منذ الصغر، أُطلق على أعضاء الجيل Z لقب «المواطنين الرقميين»، على الرغم من أنهم ليسوا بالضرورة متعلمين رقميًا.   علاوة على ذلك، فإن الآثار السلبية لوقت الشاشة تكون أكثر وضوحًا على المراهقين مقارنة بالأطفال الأصغر سنًا.  مقارنة بالأجيال السابقة، يميل أعضاء الجيل Z في بعض الدول المتقدمة إلى التصرف بحسن السلوك والامتناع عن تناول الطعام ونفورهم من المخاطرة.   يميلون إلى العيش ببطء أكثر من أسلافهم عندما كانوا في سنهم،  لديهم معدلات أقل لحمل المراهقات، واستهلاك الكحول بشكل أقل..   يهتم المراهقون من الجيل Z أكثر من الأجيال الأكبر سنا بالأداء الأكاديمي وفرص العمل، وهم أفضل في تأخير الإشباع من نظرائهم في الستينيات، على الرغم من المخاوف من عكس ذلك.  ازداد انتشار الرسائل الجنسية بين المراهقين على الرغم من أن عواقب ذلك لا تزال غير مفهومة جيدًا.  وفي الوقت نفسه، ثقافات الشباب الفرعية كانت أكثر هدوءًا، على الرغم من أنها لم تختف بالضرورة.
على الصعيد العالمي، هناك دليل على أن متوسط سن البلوغ بين الفتيات قد انخفض بشكل كبير مقارنة بالقرن العشرين،   مع ما يترتب على ذلك من آثار على رفاهيتهم ومستقبلهن.   بالإضافة إلى ذلك، المراهقين والشباب في الجيل Z لديهم معدلات أعلى من الحساسية،  أعلى الوعي والتشخيص لل صحة النفسية المشاكل، وأكثر عرضة للحرمان من النوم.  في العديد من البلدان، ولديهم فرصة أفضل لتشخيصهم وعلاجهم من الإعاقة الذهنية والاضطرابات النفسية من الأجيال الأكبر سنا.  
في جميع أنحاء العالم، يقضي أعضاء الجيل Z وقتًا أطول على الأجهزة الإلكترونية ووقتًا أقل في قراءة الكتب عن ذي قبل، مع الآثار المترتبة على مدى انتباههم،  مفرداتهم   وبالتالي درجاتهم المدرسية،   وكذلك مستقبلهم في الاقتصاد الحديث.   في الوقت نفسه، أصبحت قراءة وكتابة قصص المعجبين رائجة في جميع أنحاء العالم، خاصة بين الفتيات المراهقات والشابات. في آسيا، سعى المعلمون في العقد الأول من القرن الحادي والعشرين إلى البحث عن أفضل الطلاب وتغذيتهم، بينما كان التركيز في أوروبا الغربية والولايات المتحدة على ذوي الأداء المنخفض.  بالإضافة إلى ذلك، حصل طلاب شرق آسيا باستمرار على أعلى المراتب في الاختبارات الدولية الموحدة خلال العقد الأول من القرن الحادي والعشرين.

## الفنون والثقافة

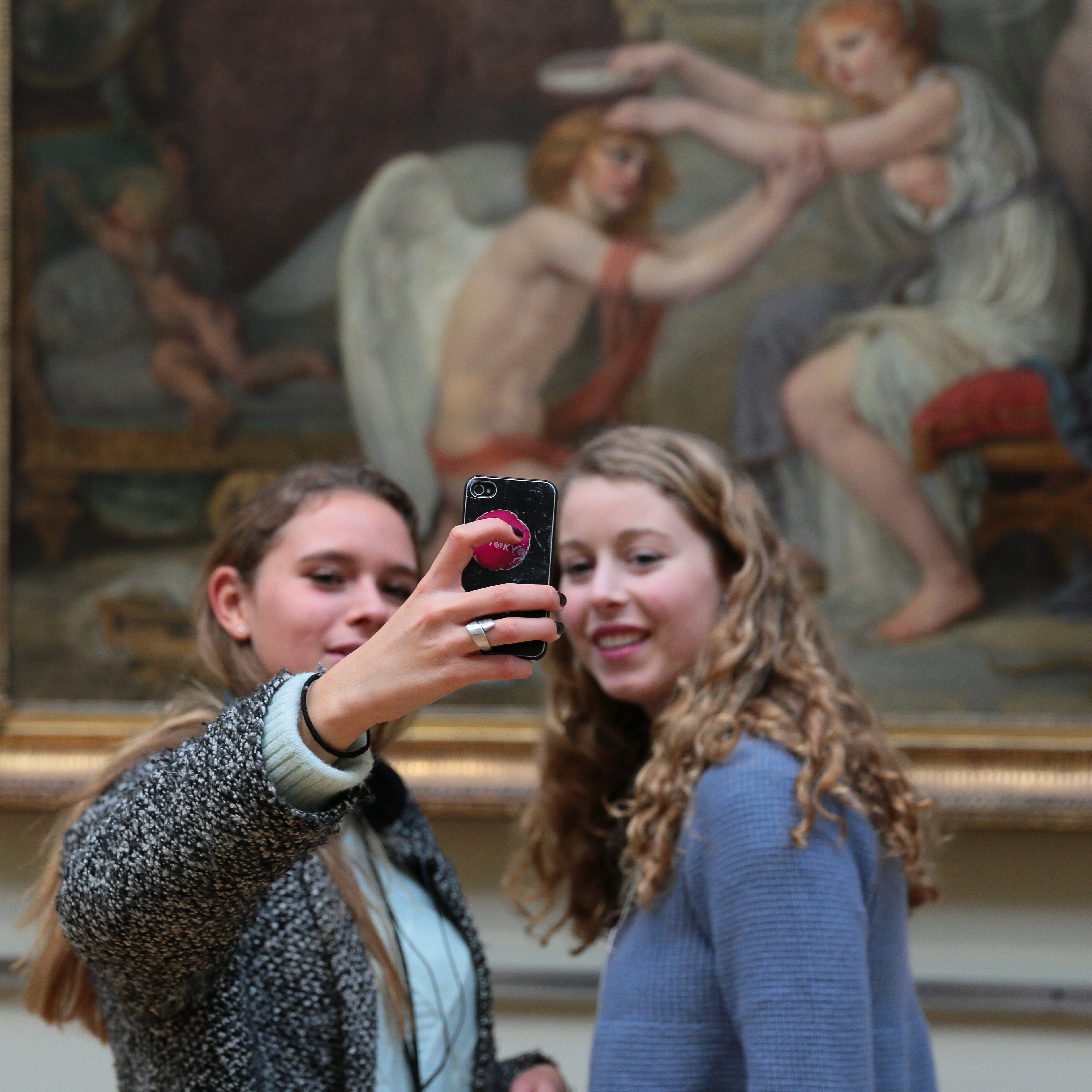
فَتَاتَانِ من جيل زد يلتقطن صورة سيلفي، وهو اسلوب صور انشهر بين هذه الفئه العمريه.

### السعادة والقيم الشخصية
وصفت مجلة ذي إيكونوميست الجيل زد بأنه الجيل الأكثر تعلماً والأفضل سلوكًا والأشد تعبًا واكتئابًا مقارنةً بالأجيال السابقة. في عام 2016، أجرت مؤسستا فايركي وبوبيولوس دراسة دولية لحالة أكثر من 20,000 شخص تتراوح أعمارهم بين 15-21 عامًا في عشرين دولة: الأرجنتين وأستراليا والبرازيل وكندا والصين وفرنسا وألمانيا والهند وإندونيسيا وإسرائيل وإيطاليا واليابان ونيوزيلندا ونيجيريا وروسيا وجنوب أفريقيا وكوريا الجنوبية وتركيا والمملكة المتحدة والولايات المتحدة الأمريكية. وجدوا أن شباب الجيل زد كانوا سعداء بشكل عام بالأوضاع الراهنة في حياتهم الشخصية (59%). تركز معظم الشباب غير السعداء في كوريا الجنوبية (29%) واليابان (28%) بينما كان الشباب الأكثر سعادة من إندونيسيا (90%) ونيجيريا (78%). من أجل تحديد «درجة السعادة» الإجمالية لكل بلد، طرح الباحثون النسبة المئوية للأشخاص الذين قالوا إنهم غير سعداء من عدد الذين قالوا إنهم سعداء. كانت أهم مصادر السعادة هي التمتع بالصحة الجسدية والعقلية الجيدة (94%)، ووجود علاقة جيدة مع الأسرة (92%)، ومع الأصدقاء (91%). بشكل عام، كان المشاركون الأصغر سنًا والذكور أكثر سعادة. جاءت العقيدة الدينية في المرتبة الأخيرة بنسبة 44%. مع ذلك، كان الدين مصدرًا رئيسيًا لسعادة شباب الجيل زد من إندونيسيا (93%) ونيجيريا (86%) وتركيا (71%) والصين والبرازيل (كلاهما 70%). كانت أهم أسباب القلق والتوتر هي المال (51%) والمدرسة (46%)؛ وأتت وسائل التواصل الاجتماعي وضعف إمكانية الوصول إلى الموارد الأساسية (مثل الطعام والماء) في أسفل القائمة بنسبة 10%. كانت المخاوف بشأن الغذاء والماء أكثر سوءًا في الصين (19%) والهند (16%) وإندونيسيا (16%)؛ كان الهنود الشباب أكثر عرضة للضغط النفسي الناتج عن وسائل التواصل الاجتماعي (19%).
وفقًا للدراسة المذكورة أعلاه التي أجرتها مؤسسة فايركي، كانت أهم القيم الشخصية لهؤلاء الأفراد هي مساعدة أسرهم وأنفسهم على المضي قدمًا في الحياة (كلاهما 27%)، يليها الصدق (26%). جاء التطلع إلى ما وراء مجتمعاتهم المحلية في المرتبة الأخيرة بنسبة 6%. كانت القيم العائلية قوية بشكل خاص في أمريكا الجنوبية (34%) بينما أثبتت الفردانية وروح المبادرة شعبيتها في إفريقيا (37%). كان الأشخاص الذين أثروا في الشباب أكثر من غيرهم من الآباء (89%) والأصدقاء (79%) والمعلمين (70%). وجاء المشاهير (30%) والسياسيون (17%) في المرتبة الأخيرة. بشكل عام، كان الشباب أكثر عرضة للتأثر بالرياضيين والسياسيين من الشابات، الذين فضلن الكتب والشخصيات الخيالية. كانت ثقافة المشاهير مؤثرة بشكل خاص في الصين (60%) ونيجيريا (71%) وغير هامة بشكل خاص في الأرجنتين وتركيا (كلاهما 19%). بالنسبة للشباب، كانت أهم العوامل المؤثرة في مهنهم الحالية أو المستقبلية هي إمكانية صقل مهاراتهم (24%)، والدخل (23%) بينما كانت الشهرة أقل العوامل أهمية (3%) وما إذا كانت المنظمة التي يعملون لصالحها ذات تأثير إيجابي على العالم أم لا (13%). كانت أهم العوامل بالنسبة للشباب عند التفكير في مستقبلهم هي أسرهم (47%) وصحتهم (21%)؛ ورفاهية العالم بأسره (4%) وجاءت رفاهية مجتمعاتهم المحلية (1%) في أسفل القائمة.

### الثقافة المشتركة
خلال العقد الأول من القرن الحادي والعشرين وخاصةً عام 2010، أصبحت الثقافات الفرعية للشباب التي كانت مؤثرة خلال أواخر القرن العشرين أكثر ندرة وهدوءًا، على الأقل في الحياة الواقعية وإن لم يكن بالضرورة على الإنترنت، وازدادت تعقيدًا بانتشار السخرية والوعي الذاتي بسبب المراقبة المستمرة من قبل الأقران. في ألمانيا، مثلًا، يبدو الشباب أكثر اهتمامًا بنمط الحياة السائد الذي تتمثل أهدافه بإنهاء الدراسة، وامتلاك منزل في الضواحي، والحفاظ على الصداقات والعلاقات الأسرية، والعمل المستقر، بدلاً من الثقافة الشعبية، أو التألق، أو النزعة الاستهلاكية.
يبدو أن الحدود بين الثقافات الفرعية المختلفة للشباب أصبحت مبهمة، وازدادت مشاعر النوستالجيا (الحنين). رغم أن الصيحة الجمالية التي أُطلق عليها اسم «كوتاجيكور» في عام 2018 كانت موجودة منذ سنوات عديدة، فقد أصبحت ثقافة فرعية خاصة بالجيل زد، خاصةً على شبكات التواصل الاجتماعي المختلفة في أعقاب عمليات الإغلاق الجماعي المفروضة لمكافحة انتشار كوفيد-19. تعد إحدى أشكال الهروب من الواقع والنوستالجيا. أصبحت صيحة كوتاجيكور أكثر شهرة بفضل النجاح التجاري لألبوم فوكلور 2020 للمغنية وكاتبة الأغاني، تايلور سويفت.

### عادات القراءة
في نيوزيلندا، لاحظ عالم النفس التنموي، توم نيكولسون، انخفاضًا ملحوظًا في استخدام المفردات المعجمية والقراءة بين أطفال المدارس، الذين يتردد الكثير منهم في استخدام القاموس. وفقًا لدراسة استقصائية في عام 2008 أجراها المشروع الوطني لرصد التعليم، يقرأ واحد من كل خمسة تلاميذ بعمر أربع سنوات وثماني سنوات الكتب كهواية، إذ انخفضت أعدادهم بنسبة %10 عن عام 2000.
في المملكة المتحدة، وجدت دراسة استقصائية أجريت على 2000 من الآباء والأطفال في عام 2013 بواسطة مؤسسة نيلسن بوك أن 36% من الأطفال يقرؤون الكتب من أجل المتعة بشكل يومي، و60% بشكل أسبوعي، و72% يقرأ لهم والديهم على الأقل مرة واحدة في الأسبوع. كانت الأنشطة الترفيهية الأكثر شيوعًا بين الأطفال البريطانيين هي مشاهدة التلفاز (36%)، والقراءة (32%)، واستخدام الشبكات الاجتماعية (20%)، ومشاهدة مقاطع فيديو على موقع يوتيوب (17%)، ولعب الألعاب على الهواتف المحمولة (16%). بين عامي 2012 و2013، أفاد الأطفال بأنهم يقضون وقتًا أطول على ألعاب الفيديو، وموقع يوتيوب، وتبادل الرسائل النصية، لكن وقتًا أقل في القراءة (بنسبة 8%). بين الأطفال الذين تتراوح أعمارهم بين 11-17 عامًا، ارتفعت نسبة غير القرّاء من 13% إلى 27% بين عامي 2012 و2013، وانخفضت نسبة الذين يقرؤون مرة واحدة إلى ثلاث مرات في الشهر (قراءة عرضية) من 45% إلى 38%، وارتفعت نسبة الذين يقرؤون لمدة لا تزيد عن 15 دقيقة في المتوسط في الأسبوع (قراءة خفيفة) من 23% إلى 27%، وانخفضت نسبة الذين يقرؤون ما بين 15-45 دقيقة في الأسبوع (قراءة متوسطة) من 23% إلى 17%، وارتفعت نسبة الذين يقرؤون ما لا يقل عن 45 دقيقة في الأسبوع (قراءة كثيفة) بشكل طفيف من 15% إلى 16%.
أظهر استطلاع أجراه الصندوق الوطني لمحو الأمية في عام 2019 أن 26% فقط من الأفراد الذين تقل أعمارهم عن 18 عامًا يقضون بعض الوقت على الأقل كل يوم في القراءة، وهو أدنى مستوى منذ بدء التسجيل في عام 2005. انخفض الاهتمام بالقراءة من أجل المتعة مع تقدم العمر، وكان احتمال أن يقول الأطفال الذين تتراوح أعمارهم بين 5-8 سنوات إنهم يستمتعون بالقراءة ضعف احتمال أن يقول الأطفال الذين تتراوح أعمارهم بين 14-16 عامًا نفس الشيء. كانت هناك فجوة كبيرة بين الجنسين في القراءة الطوعية، إذ قال 47% فقط من الأولاد مقابل 60% من الفتيات إنهم يقرؤون من أجل المتعة. ذكر واحد من كل ثلاثة أطفال أنه يواجه صعوبة في العثور على شيء ممتع للقراءة.